# 팔
팔(arm)은 인체의 부위 중 하나로, 어깨와 손목 사이를 말한다. 팔꿈치로 나눠서 어깨 쪽을 위팔(upper arm) 또는 상완(上腕), 손목 쪽을 아래팔(forearm, 팔뚝) 또는 전완(前腕)으로 부른다. 포유류의 앞다리에 해당한다.
인체 해부학에서 팔(arm, upper arm)은 팔꿈치에서 어깨 사이의 위팔만을 의미한다. 인체해부학에서 위팔(arm, upper arm), 아래팔(forearm), 손(hand)을 합쳐서 부르는 용어로 상지(upper limb)가 있다.

## 해부학

### 뼈
상완골은 팔의 세 개의 긴 뼈 중 하나이다. 이는 어깨 관절의 견갑골과 팔의 다른 긴 뼈, 팔꿈치 관절의 척골 및 요골과 연결된다. 팔꿈치는 상완골 끝과 요골 및 척골 끝 사이의 복잡한 경첩 관절이다.

### 근육
팔은 근육을 두 개의 골막 구획, 즉 팔의 앞쪽 구획과 뒤쪽 구획으로 분리하는 근막층(외측 및 내측 근육간 격막으로 알려짐)으로 나뉜다. 근막은 상완골의 골막(외부 뼈층)과 합쳐진다.
앞쪽 구획에는 상완 이두근, 상완근 및 오구 상완근의 세 가지 근육이 있다. 그들은 모두 근피신경의 지배를 받는다. 후방 구획에는 요골 신경에 의해 공급되는 상완 삼두근 근육만 포함되어 있다.

## 팔의 뼈대
팔뼈대 64개
- 팔이음뼈 4개
  - 빗장뼈(쇄골, clavicle) 2개
  - 어깨뼈(견갑골, scapula) 2개
- 팔뼈 6개
  - 위팔뼈(상완골, humerus) 2개
  - 자뼈(척골, ulna) 2개
  - 노뼈(요골, radius) 2개
- 손뼈 54개
  - 손목뼈(수근골, 완골 carpal bone) 16개
    - 손배뼈(주상골, scaphoid) 2개
    - 반달뼈(월상골, lunate) 2개
    - 세모뼈(삼각골, triquetrum) 2개
    - 콩알뼈(두상골, pisiform) 2개
    - 큰마름뼈(대능형골, trapezium) 2개
    - 작은마름뼈(소능형골, trapezoid) 2개
    - 알머리뼈(유두골, capitate) 2개
    - 갈고리뼈(유구골, hamate) 2개

  - 손허리뼈(중수골, metacarpal bone) 10개
  - 손가락뼈(지골, phalanges) 28개

## 위팔의 근육
- 위팔 앞면

- 부리위팔근(coracobrachialis muscle)
- 위팔두갈래근(상완이두근, biceps brachii muscle)
- 위팔근(brachialis muscle)

- 위팔 뒷면

- 위팔세갈래근(상완삼두근, triceps brachii muscle)
- 팔꿈치근(anconeus muscle)

## 사회와 문화
힌두교, 불교, 이집트 도상학에서 팔의 상징은 주권자의 힘을 설명하는 데 사용된다. 힌두교 전통에서 신들은 그들의 힘에 대한 특정한 상징을 지닌 여러 개의 팔로 묘사된다. 여러 개의 팔이 신의 전능함을 묘사한다고 믿어진다.
서아프리카에서 밤바라족은 신과 인간을 연결하는 정신을 상징하기 위해 팔뚝을 사용한다.
양손을 들어올리는 상징적인 몸짓은 항복, 자비, 정의에 대한 호소를 나타낸다.

## 임상적 중요성
입방와(cubital fossa)는 정맥 천자 및 혈압 측정에 임상적으로 중요하다.
팔이 골절되면 이는 상완골 골절을 의미할 수 있다.
관상동맥우회로이식술이 필요한 경우 팔의 정맥을 채취할 수 있다.

## 같이 보기
- 겨드랑이
- 팔의 피부 신경분포